# Шаламово
Шала́мово (рос. Шаламово) — село у складі Мішкинського району Курганської області, Росія. Адміністративний центр Шаламовської сільської ради.
Населення — 236 осіб (2010, 335 у 2002).